# Chattancourt
Chattancourt est une commune française située dans le département de la Meuse, en région Grand Est.

## Géographie

### Localisation
La commune est située à une quinzaine de kilomètres au nord-ouest de Verdun sur la rive gauche de la Meuse.
|                  | Cumières-le-Mort-Homme village détruit | Champneuville |
| Esnes-en-Argonne | Chattancourt                           | Marre         |
| Montzéville      |                                        |               |

### Lieux-dits et écarts
La Claire, la Gare, le Mort-Homme.

### Hydrographie
La commune est dans le bassin versant de la Meuse au sein du bassin Rhin-Meuse. Elle est drainée par la Meuse, le ruisseau de Montzeville, le ruisseau de Chattaucourt et le ruisseau de la Claire,.
La Meuse, d'une longueur de 486 km dans sa partie française, est un fleuve européen qui prend sa source en France, dans la commune du Châtelet-sur-Meuse, à 409 mètres d'altitude, et se jette dans la mer du Nord après un cours long d'approximativement 950 kilomètres traversant la France, la Belgique et les Pays-Bas. 

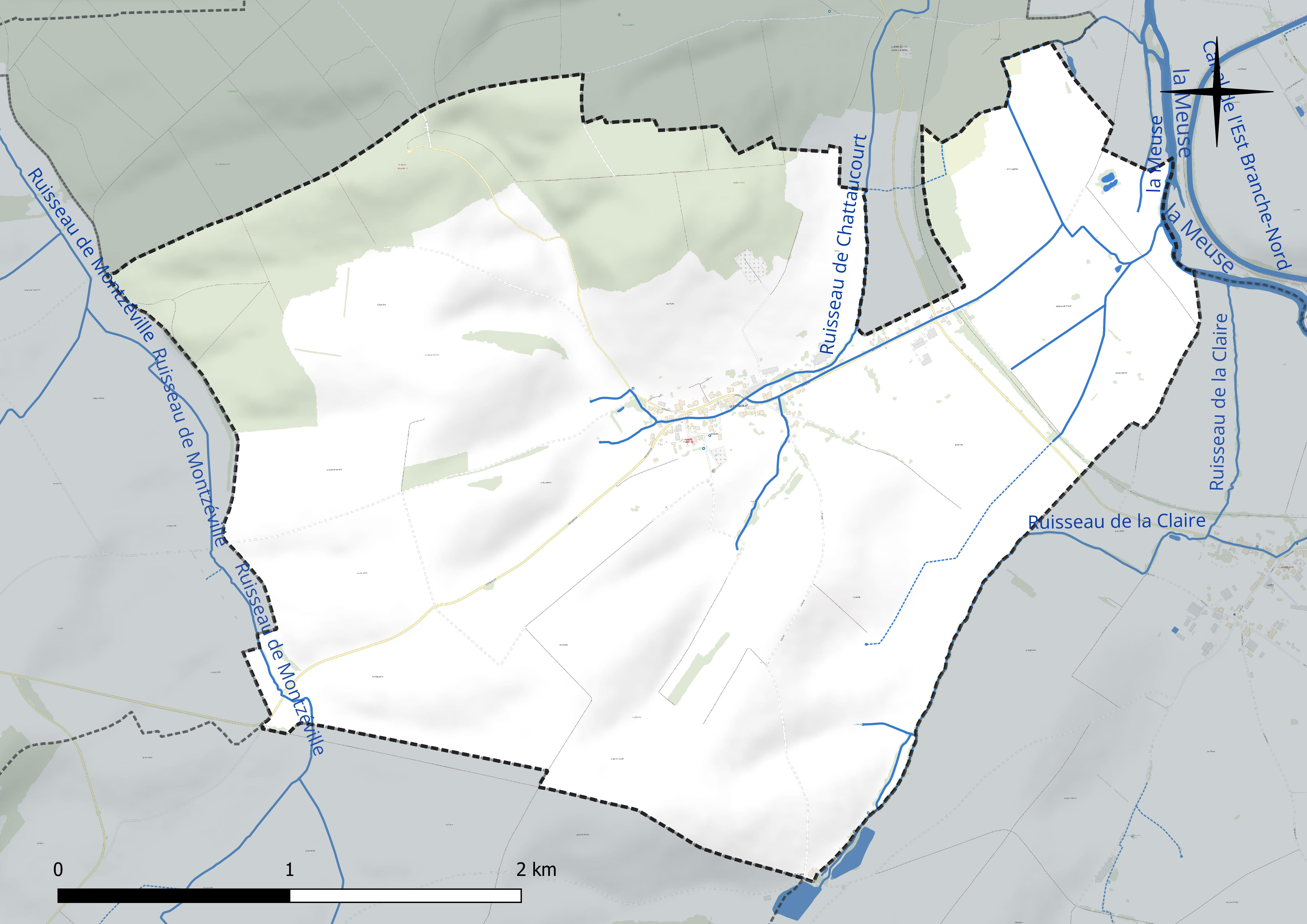
Réseau hydrographique de Chattancourt.

### Climat
Pour des articles plus généraux, voir Climat du Grand Est et Climat de la Meuse.
En 2010, le climat de la commune est de type climat de montagne, selon une étude du Centre national de la recherche scientifique s'appuyant sur une série de données couvrant la période 1971-2000. En 2020, Météo-France publie une typologie des climats de la France métropolitaine dans laquelle la commune est exposée à un climat océanique altéré et est dans la région climatique  Lorraine, plateau de Langres, Morvan, caractérisée par un hiver rude (1,5 °C), des vents modérés et des brouillards fréquents en automne et hiver. 
Pour la période 1971-2000, la température annuelle moyenne est de 9,7 °C, avec une amplitude thermique annuelle de 16,1 °C. Le cumul annuel moyen de précipitations est de 935 mm, avec 13,8 jours de précipitations en janvier et 9,6 jours en juillet. Pour la période 1991-2020, la température moyenne annuelle observée sur la station météorologique de Météo-France la plus proche, « Septsarges », sur la commune de Septsarges à 10 km à vol d'oiseau, est de 10,3 °C et le cumul annuel moyen de précipitations est de 942,8 mm. 
La température maximale relevée sur cette station est de 39,9 °C, atteinte le 25 juillet 2019 ; la température minimale est de −15,7 °C, atteinte le 1er janvier 1997,,. 
Les paramètres climatiques de la commune ont été estimés pour le milieu du siècle (2041-2070) selon différents scénarios d'émission de gaz à effet de serre à partir des nouvelles projections climatiques de référence DRIAS-2020. Ils sont consultables sur un site dédié publié par Météo-France en novembre 2022.

## Urbanisme

### Typologie
Au 1er janvier 2024, Chattancourt est catégorisée commune rurale à habitat dispersé, selon la nouvelle grille communale de densité à sept niveaux définie par l'Insee en 2022.
Elle est située hors unité urbaine. Par ailleurs la commune fait partie de l'aire d'attraction de Verdun, dont elle est une commune de la couronne,. Cette aire, qui regroupe 103 communes, est catégorisée dans les aires de moins de 50 000 habitants,.

### Occupation des sols
L'occupation des sols de la commune, telle qu'elle ressort de la base de données européenne d’occupation biophysique des sols Corine Land Cover (CLC), est marquée par l'importance des territoires agricoles (80,1 % en 2018), une proportion sensiblement équivalente à celle de 1990 (79,7 %). La répartition détaillée en 2018 est la suivante : 
terres arables (62,8 %), prairies (17,3 %), milieux à végétation arbustive et/ou herbacée (13 %), forêts (4,3 %), zones urbanisées (2,6 %). L'évolution de l’occupation des sols de la commune et de ses infrastructures peut être observée sur les différentes représentations cartographiques du territoire : la carte de Cassini (XVIIIe siècle), la carte d'état-major (1820-1866) et les cartes ou photos aériennes de l'IGN pour la période actuelle (1950 à aujourd'hui).

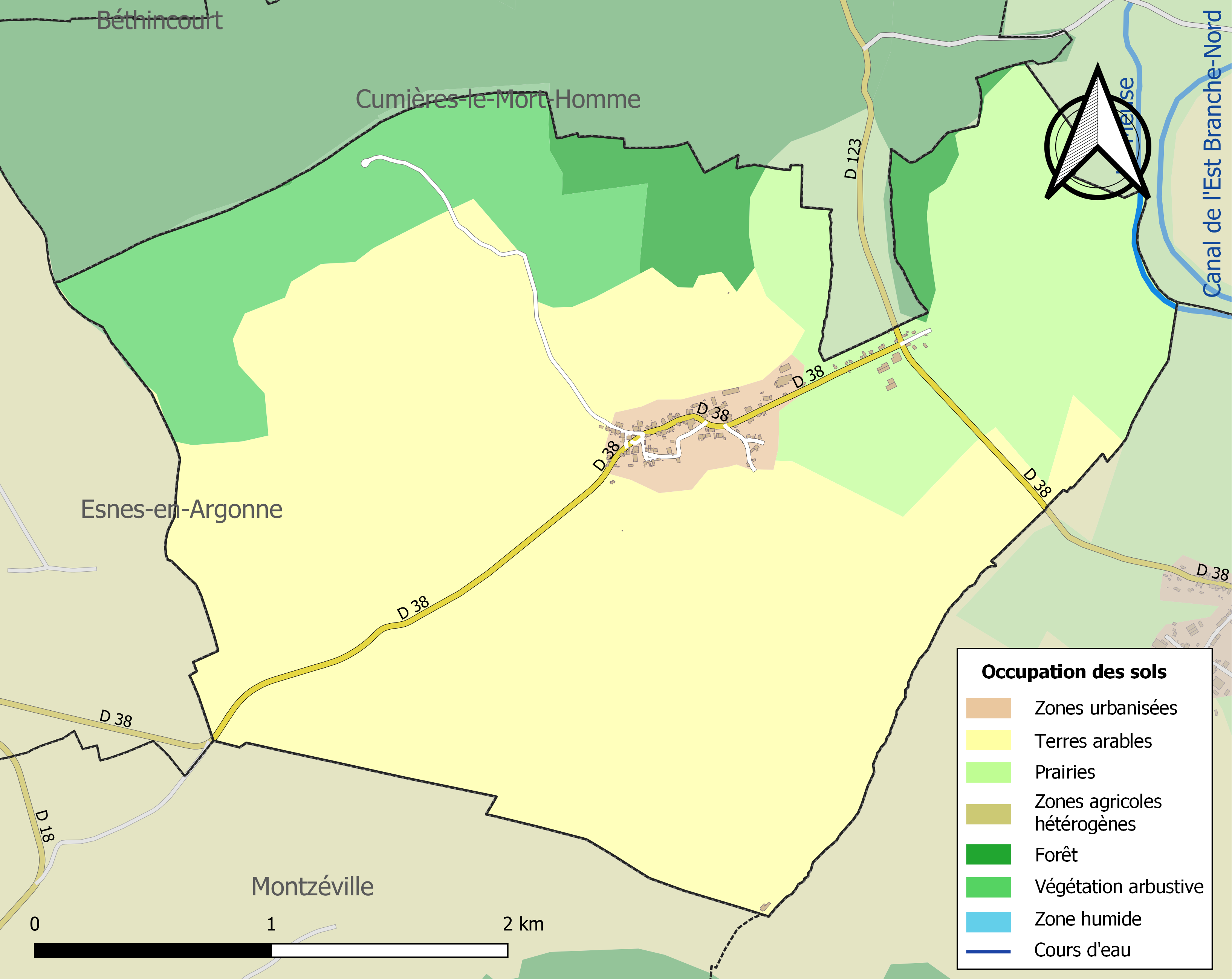
Carte des infrastructures et de l'occupation des sols de la commune en 2018 (CLC).

## Toponymie
Anciennes mentions : Costonis-curtis (940) ; Castonis-curtis (952, 980) ; Caston (1047) ; Chastencourt (1252) ; Chatancourt (1564) ; Castonis-curia (1642) ; Chastancour (1656) ; Chatancour (1700) ; Castincuria, Chatencourt (1738) ; Chattencourt (1743) ; Castoncourt, Gaston (1756) ; Chatencourt (1793)[réf. nécessaire].
Du nom d'homme germanique Custoin, et latin cortem, domaine[réf. nécessaire].

## Histoire

### Époque moderne
En 1636, le village fut incendié par les Suédois pendant la guerre de Trente Ans.

### XIXesiècle
Au début du XIXe siècle, la Grande Armée de Napoléon cantonna dans le village.

### Première Guerre mondiale

#### Un village de l'arrière (1914-1915)
Fin août 1914, deux uhlans partis en reconnaissance firent une intrusion à la sortie dans Chattancourt, sur la route qui mène à la colline du Mort-Homme. Ils demandent à deux jeunes garçons de remplir leur gourde à une petite fontaine. Ils furent les seuls Allemands à pénétrer dans le village de toute la Première Guerre mondiale (excepté les prisonniers de guerre).
À partir de 1915, Chattancourt devint un village de l'arrière. Plusieurs régiments y cantonnèrent. Certaines familles habitaient toujours le village et la cohabitation se passa bien. En 1915, les premiers obus tombèrent et l'église fut touchée. Le front se fixa au nord de la commune, à quelques kilomètres dans le village de Béthincourt. Le 12 février 1916, la population civile du village fut évacuée.

#### La bataille de Verdun
Le 6 mars 1916, les Allemands lancèrent leur offensive sur la rive gauche de la Meuse. De mars à juillet 1916, le secteur de Chattancourt fut soumis à de violents combats. La commune se retrouva en première ligne. Elle marqua l'avance extrême allemande sur la rive gauche. Le 20 août 1917, les Français lancèrent une offensive pour dégager le secteur à laquelle participa la Légion étrangère.

#### Libération et reconstruction du village
En 1918, le secteur de Chattancourt devint calme. Le 1er septembre, les ruines du village ainsi que les tranchées furent occupées par les soldats américains de la 80e Division.
Après-guerre, le village fut reconstruit et devint un lieu de pèlerinage de la Grande Guerre.

### Seconde Guerre mondiale
En mai 1940, le village est évacué. Des combats s'y déroulent autour de la commune. Pendant l'occupation, la Résistance du Groupe C est active et fait dérailler le train à plusieurs reprises. Le village est libéré le 31 août 1944 par la 7e division blindée américaine. Les échauffourées coûtent la vie à trois soldats (un Américain et deux Allemands).

### XXIesiècle
De nos jours, le village est visité par les touristes à cause de son histoire liée à la bataille de Verdun.
Le 1er avril 2017, le musée de la tranchée de Chattancourt accueille ses premiers touristes. Elle est la seule tranchée reconstituée du champ de bataille de Verdun.

## Politique et administration
| Période                                  | Période   | Identité        | Étiquette | Qualité |
| ---------------------------------------- | --------- | --------------- | --------- | ------- |
| Les données manquantes sont à compléter. |           |                 |           |         |
| mars 2001                                | mars 2008 | Annick Piat     |           |         |
| mars 2008                                | mai 2020  | Vincent Gérard  |           |         |
| mai 2020                                 | En cours  | Michel Poncelet |           |         |

## Population et société

### Démographie
L'évolution du nombre d'habitants est connue à travers les recensements de la population effectués dans la commune depuis 1793. Pour les communes de moins de 10 000 habitants, une enquête de recensement portant sur toute la population est réalisée tous les cinq ans, les populations de référence des années intermédiaires étant quant à elles estimées par interpolation ou extrapolation. Pour la commune, le premier recensement exhaustif entrant dans le cadre du nouveau dispositif a été réalisé en 2005.

En 2022, la commune comptait 176 habitants, en évolution de −3,3 % par rapport à 2016 (Meuse : −4,4 %, France hors Mayotte : +2,11 %).
| 1793 | 1800 | 1806 | 1821 | 1831 | 1836 | 1841 | 1846 | 1851 |
| ---- | ---- | ---- | ---- | ---- | ---- | ---- | ---- | ---- |
| 260  | 319  | 362  | 404  | 459  | 455  | 433  | 493  | 457  |

| 1856 | 1861 | 1866 | 1872 | 1876 | 1881 | 1886 | 1891 | 1896 |
| ---- | ---- | ---- | ---- | ---- | ---- | ---- | ---- | ---- |
| 433  | 424  | 391  | 358  | 397  | 389  | 353  | 370  | 345  |

| 1901 | 1906 | 1911 | 1921 | 1926 | 1931 | 1936 | 1946 | 1954 |
| ---- | ---- | ---- | ---- | ---- | ---- | ---- | ---- | ---- |
| 346  | 336  | 321  | 199  | 305  | 234  | 239  | 225  | 187  |

| 1962 | 1968 | 1975 | 1982 | 1990 | 1999 | 2005 | 2006 | 2010 |
| ---- | ---- | ---- | ---- | ---- | ---- | ---- | ---- | ---- |
| 237  | 182  | 164  | 152  | 163  | 180  | 180  | 176  | 168  |

| 2015 | 2020 | 2022 | - | - | - | - | - | - |
| ---- | ---- | ---- | - | - | - | - | - | - |
| 181  | 177  | 176  | - | - | - | - | - | - |

## Culture locale et patrimoine

### Lieux et monuments
- L'église Saint-Nicolas, première moitié du XVe siècle, reconstruite en 1929.
- Statue de la Vierge à côté de l'église.
- Monument aux morts.
- Le cimetière militaire, où sont inhumés 1699 soldats de la guerre de 1914-1918 et 27 de celle de 1939-1945, ainsi que le monument situé sur le site du Mort-Homme, font partie des vestiges de la Première Guerre mondiale, au cours de laquelle le village fut entièrement détruit.
- La tranchée de Chattancourt, la seule tranchée reconstituée du champ de bataille de Verdun.

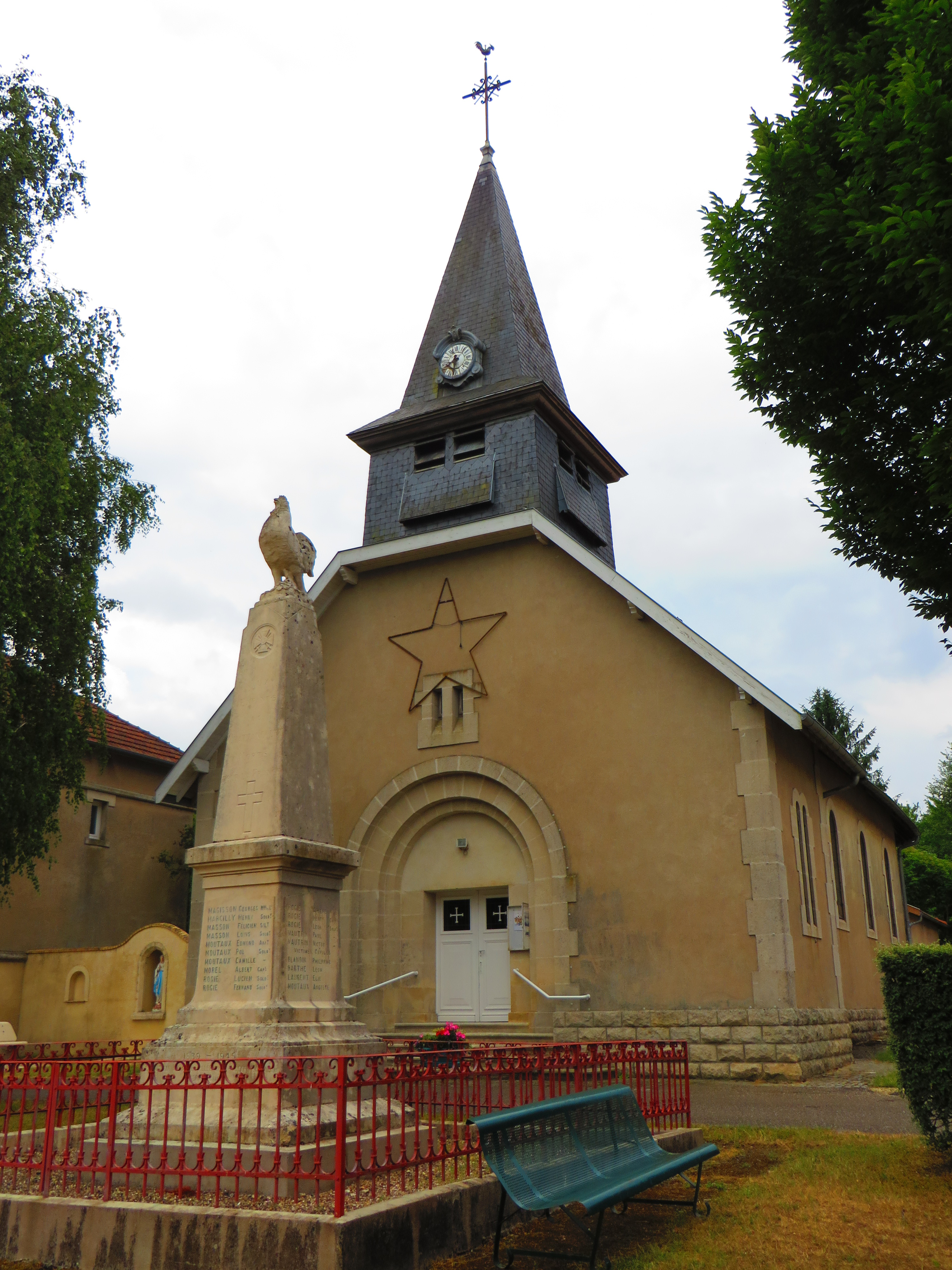
Église Saint-Nicolas.
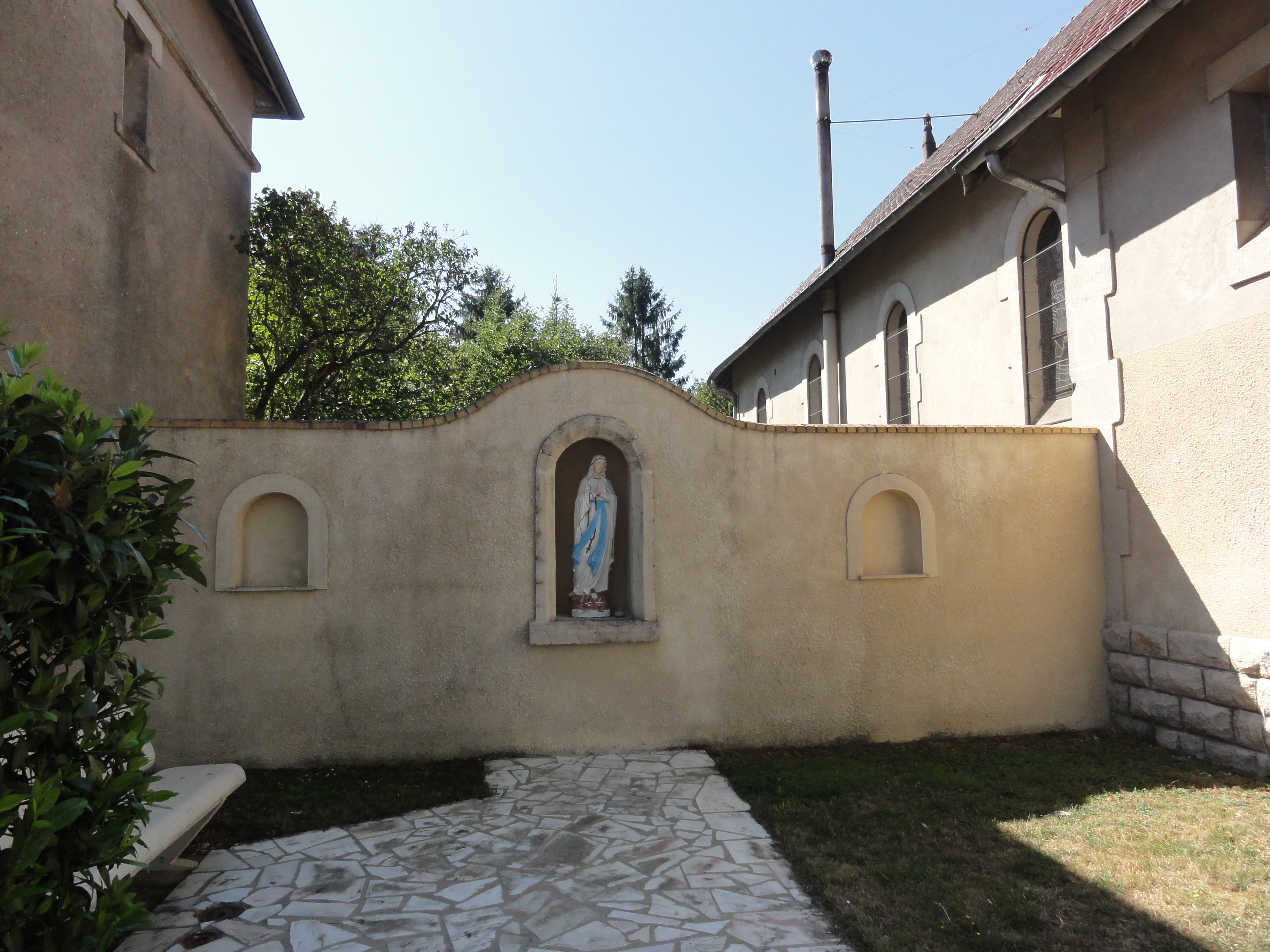
Statue de la Vierge.
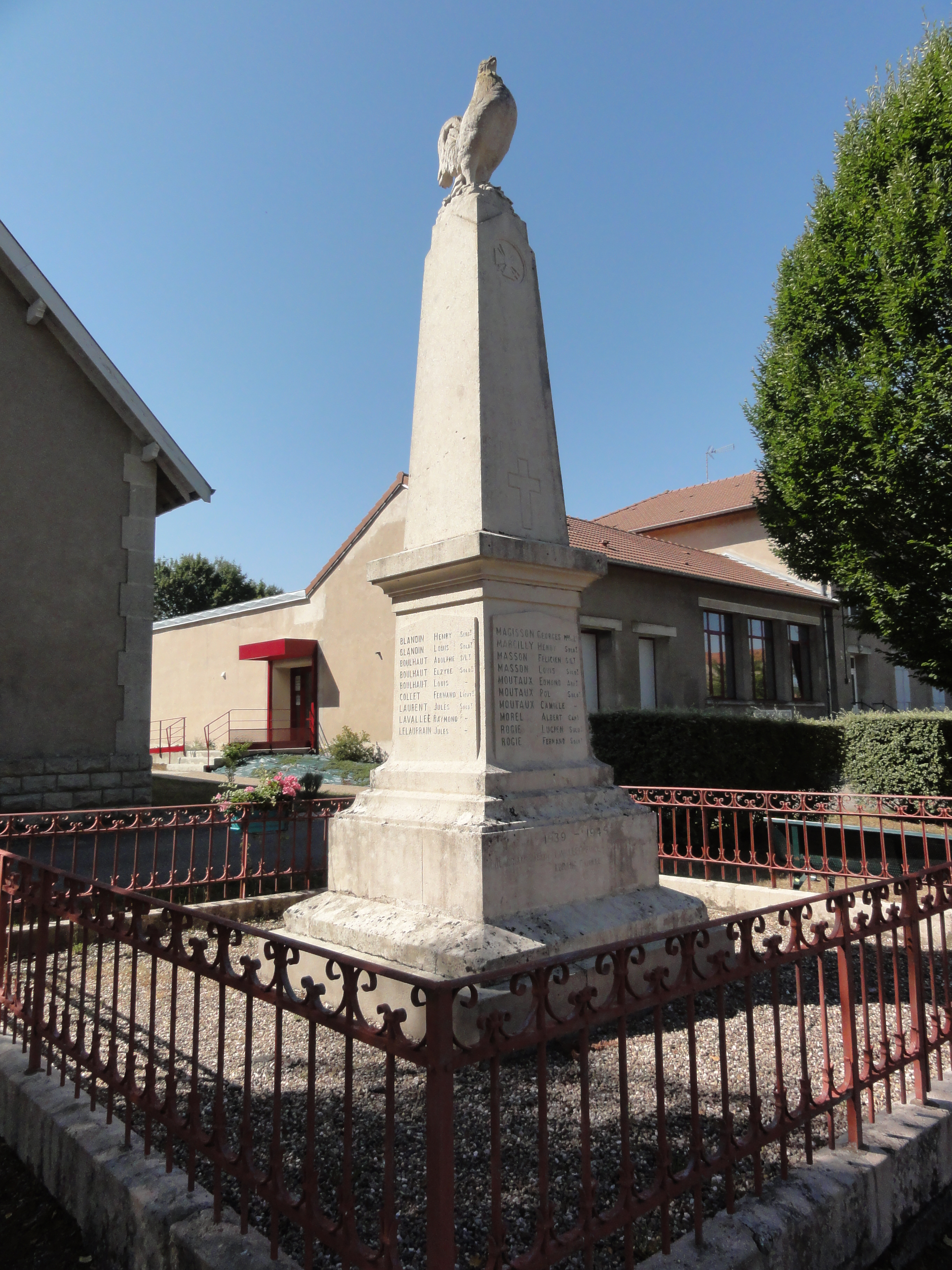
Monument aux morts.
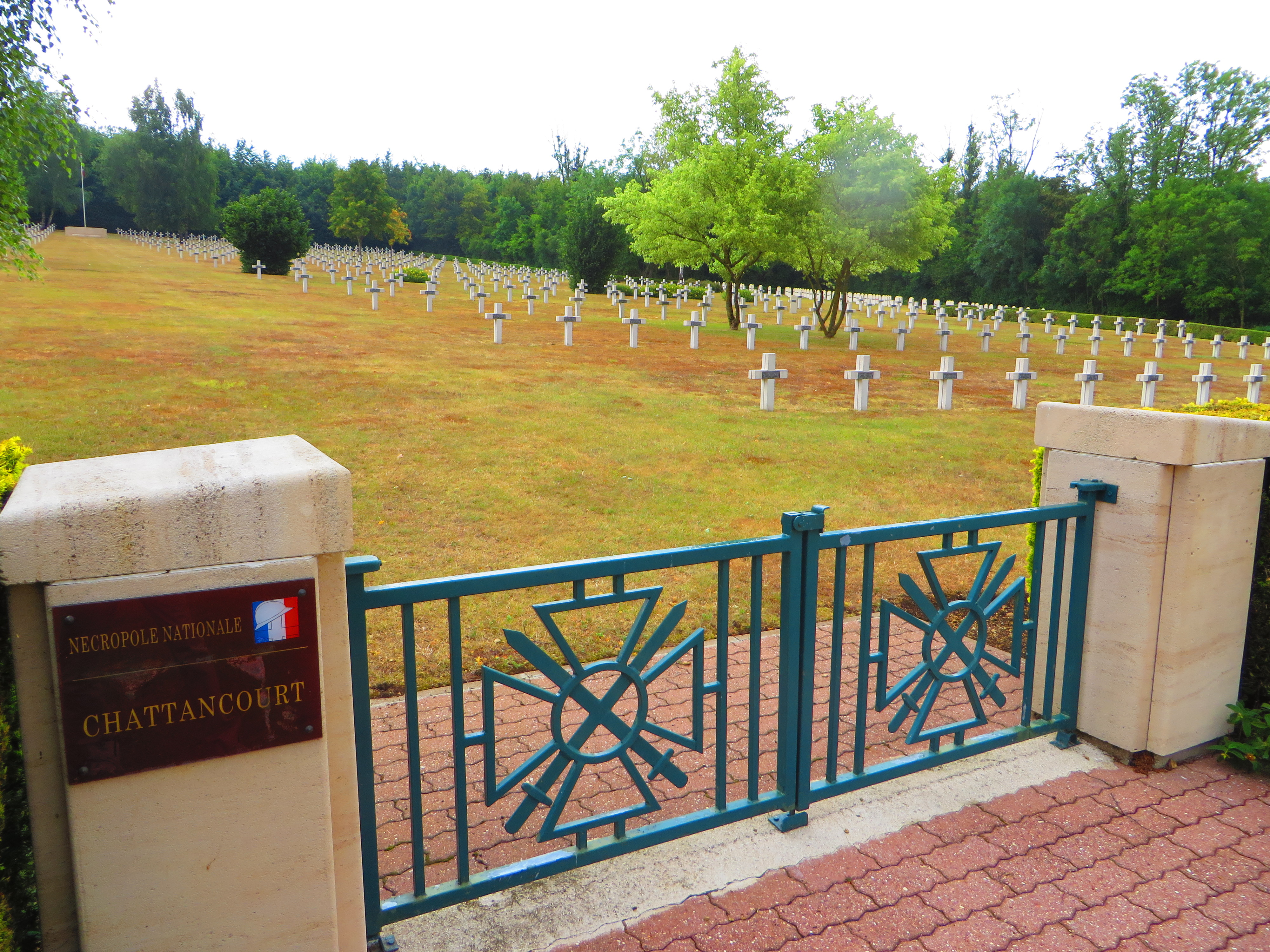
Cimetière militaire.
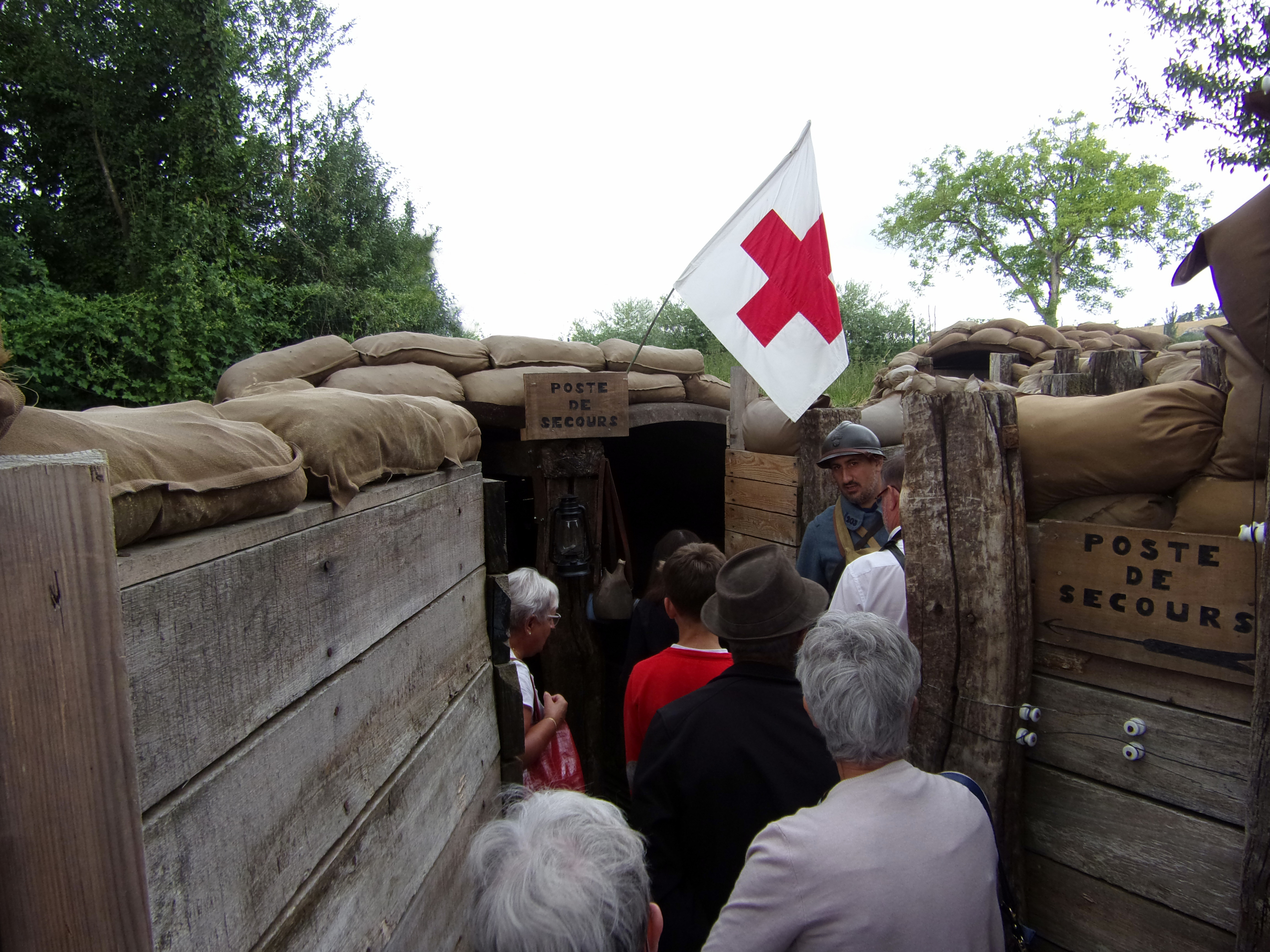
La tranchée de Chattancourt.

### Héraldique, logotype et devise
| Blason de Chattancourt | Blason  | Parti: au 1er coupé au I de gueules au coq hardi, ailes déployées, d'or, au II d'or au bidon-gourde d'azur, aux bouchons bretelles et cordelettes de tenné, au 2e de sinople à trois besants d'or ordonnés deux et un en chef et à la baratte d'argent en pointe. |
| Blason de Chattancourt | Détails | Armoiries composées par RA LOUIS héraldiste et Dominique LACORDE historien et adoptées par la commune le 24 11 2022, Monsieur Michel Poncelet étant maire |